# Planes, Trains and Automobiles
Planes, Trains and Automobiles is een komische film annex roadmovie uit 1987 van John Hughes met in de hoofdrollen onder meer Steve Martin en John Candy.

## Verhaal
Neal Page (Steve Martin) probeert na een zakenreis naar New York op tijd thuis in Chicago te komen voor Thanksgiving. De onhandige verkoper van douchegordijnringen Del Griffith (John Candy) zorgt ervoor dat hij geen taxi kan krijgen. Vervolgens moet hun vlucht naar Chicago vanwege een sneeuwstorm aldaar uitwijken naar Wichita in de staat Kansas.
Neal en Del proberen vandaaruit samen naar Chicago te reizen, maar onder meer doordat hun geld gestolen wordt, gaat dit uiterst moeizaam. Daarnaast botsen hun karakters nogal, aangezien Neal stijf en netjes is en Del juist joviaal en chaotisch.

## Rolverdeling
| Acteur         | Personage       | Opmerkingen                      |
| -------------- | --------------- | -------------------------------- |
| Steve Martin   | Neal Page       |                                  |
| John Candy     | Del Griffith    | verkoper van douchegordijnringen |
| Michael McKean | politieman      |                                  |
| Laila Robins   | Susan Page      | Neals vrouw                      |
| Martin Ferrero | motelmedewerker |                                  |
| Gary Riley     | moteldief       |                                  |
| Kevin Bacon    | taxipassagier   | niet op aftiteling               |

## Productie
In een interview in 1987 vertelde John Hughes dat het idee voor de film gebaseerd is op een reis die hij zelf ooit maakte tussen Chicago en New York en die in plaats van één vijf dagen duurde.
Voor de film werd veel meer materiaal geschoten dan gebruikelijk, genoeg om er een film van drie uur van te maken. Die versie bestaat ook, maar slechts in basale vorm. Volgens Hughes ligt het materiaal in een kluis van Paramount, maar is het waarschijnlijk al gedeeltelijk vergaan.
Vervoersbedrijven zoals luchtvaartmaatschappijen komen er nogal slecht af in de film en wilden daarom niet meewerken, hetgeen de productie bemoeilijkte. Zo moest er onder meer een luchthaventerminal nagebouwd worden en moesten er oude treinwagons opgeknapt worden.
Een ander probleem was dat de winter ongebruikelijk warm was, waardoor er in de staat Illinois te weinig sneeuw lag en er moest worden uitgeweken naar Buffalo in de staat New York.